# Diazepunk
Diazepunk, stylisé dIAZEPUNK, est un groupe de punk rock péruvien, originaire de Lima. Formé par Carlos García, Javier Landa, Takeshi Nakankari, Gustavo Makino et Mauricio Llona, il est l'un des groupes de rock les plus représentatifs du Pérou.

## Biographie
Le groupe est formé en 1999 à Lima. Un premier album voit le jour en 2001 sous le titre Viernes. Leur album Ciudad indiferente, sorti en 2007, est le meilleur album selon le journal El Comercio.
En 2014, le groupe annonce que par un accord mutuel entre les membres, il cesserait d'exister.
En 2016, le groupe effectue son retour avec un concert au Centro Convenciones Festiva, à Lima. L'année suivante, le 2 septembre 2017, le groupe célèbre les 10 ans de son album Ciudad indiferente avec un autre concert au Centro Convenciones Festiva,.

## Membres
- Carlos García - chant
- Takeshi Nakankari - guitare, chœurs
- Gustavo Makino - guitare, chœurs
- Javier Landa - basse
- Mauricio Llona - batterie

## Discographie

### Albums studio
- 2000 : En pepas (démo)
- 2001 : Viernes (réédité en 2005)
- 2004 : Bajo en serotonina
- 2006 : Rock en el Parque (album live)
- 2007 : Ciudad indiferente[7]
- 2012 : Diazepunk

### Single
- 2018 : Somos la banda[8],[9]

### Participations
- Ataque Punk (2004)
- Grita Sudamérica
- Compilatorio 23punk
- DVD Rock en el Parque VII